# 17 d'Aquari
17 d'Aquari (17 Aquarii) és una estrella de la Constel·lació d'Aquari. Té una magnitud aparent de 5,99.